# Kanton La Mothe-Saint-Héray
Kanton La Mothe-Saint-Héray (fr. Canton de la Mothe-Saint-Héray) je francouzský kanton v departementu Deux-Sèvres v regionu Poitou-Charentes. Skládá se z osmi obcí.

## Obce kantonu
- Avon
- Bougon
- La Couarde
- Exoudun
- La Mothe-Saint-Héray
- Pamproux
- Salles
- Soudan